# Keyz̄aqān
Keyz̄aqān (persiska: کیذقان) är en ort i Iran.   Den ligger i provinsen Khorasan, i den nordöstra delen av landet, 600 km öster om huvudstaden Teheran. Keyz̄aqān ligger 1 637 meter över havet och antalet invånare är 106.
Terrängen runt Keyz̄aqān är huvudsakligen kuperad, men västerut är den bergig.Runt Keyz̄aqān är det ganska glesbefolkat, med 29 invånare per kvadratkilometer. Närmaste större samhälle är Sheshtomad, 8,4 km norr om Keyz̄aqān. Omgivningarna runt Keyz̄aqān är i huvudsak ett öppet busklandskap.